# Xeno-canto
Xeno-canto (EUNIS) je občanský projekt a databázové úložiště, kde dobrovolníci pořizují, nahrávají a anotují záznamy ptačího zpěvu a hlasů. Veškeré záznamy jsou publikovány v souladu s licencemi Creative Commons a dalšími otevřenými licencemi. Každý záznam na webu obsahuje též spektrogram, místo o lokalitě záznamu na mapě s cílem zachytit geografickou variabilitu. Web je v angličtině, polštině a nizozemštině.